# Campionat Sud-americà de futbol de 1922
La sisena edició del Campionat Sud-americà de futbol estava previst que es disputés a Xile, però el Brasil va demanar ser-ne la seu com a part de les celebracions del centenari de la seva independència. Es disputà a Rio de Janeiro entre el 17 de setembre i el 22 d'octubre de 1922.

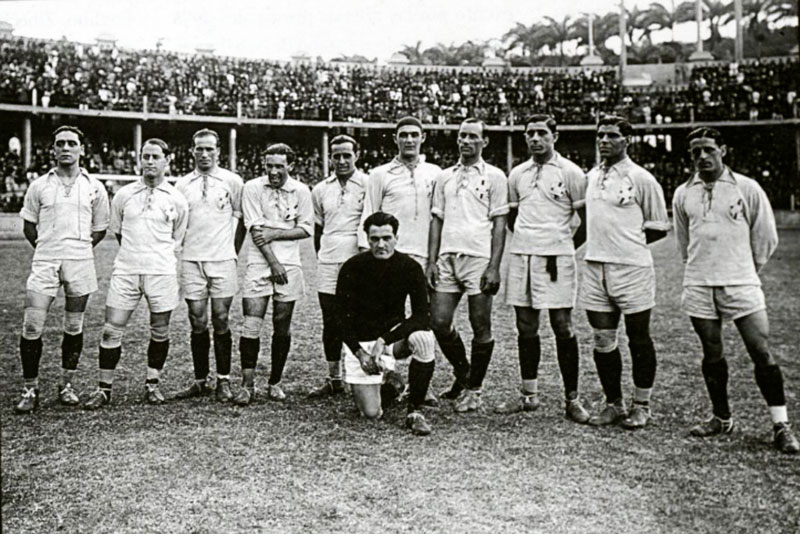
Equip del Brasil campió.

Els cinc països membres de la CONMEBOL d'aquell any hi van prendre part: l'Argentina, el Brasil, l'Uruguai, Xile i el Paraguai.

## Seus
| Rio de Janeiro          |
| ----------------------- |
| Estadio das Laranjeiras |
| Capacitat: 20.000       |
| Estadio das Laranjeiras |

## Ronda final
Cada equip jugà un partit contra cadascun dels altres participants. Dos punts s'atorgaven per victòria, un per empat i zero per derrota.
| Equip     | PJ | PG | PE | PP | GF | GC | DG | Pts |
| --------- | -- | -- | -- | -- | -- | -- | -- | --- |
| Brasil    | 4  | 1  | 3  | 0  | 4  | 2  | +2 | 5   |
| Paraguai  | 4  | 2  | 1  | 1  | 5  | 3  | +2 | 5   |
| Uruguai   | 4  | 2  | 1  | 1  | 3  | 1  | +2 | 5   |
| Argentina | 4  | 2  | 0  | 2  | 6  | 3  | +3 | 4   |
| Xile      | 4  | 0  | 1  | 3  | 1  | 10 | −9 | 1   |

| Brasil  | 1-1 | Xile      |
| ------- | --- | --------- |
| Tatú 9' |     | Bravo 41' |

| Xile | 0-2 | Uruguai                          |
| ---- | --- | -------------------------------- |
|      |     | Heguy 10' · Urdinarán 19' (pen.) |

| Brasil      | 1-1 | Paraguai  |
| ----------- | --- | --------- |
| Amílcar 14' |     | Rivas 71' |

| Argentina                                    | 4-0 | Xile |
| -------------------------------------------- | --- | ---- |
| Chiessa 10' · Francia 36', 41' · Gaslini 75' |     |      |

| Brasil | 0-0 | Uruguai |
| ------ | --- | ------- |
|        |     |         |

| Paraguai                            | 3-0 | Xile |
| ----------------------------------- | --- | ---- |
| Ramírez 5' · López 78' · Fretes 86' |     |      |

| Uruguai     | 1-0 | Argentina |
| ----------- | --- | --------- |
| Buffoni 43' |     |           |

| Uruguai | 0-1 | Paraguai    |
| ------- | --- | ----------- |
|         |     | Elizeche 7' |

| Brasil                        | 2-0 | Argentina |
| ----------------------------- | --- | --------- |
| Neco 42' · Amílcar 86' (pen.) |     |           |

| Paraguai | 0-2 | Argentina               |
| -------- | --- | ----------------------- |
|          |     | Francia 63', 79' (pen.) |

Tots els jugadors del Paraguai, excepte el porter, van deixar el terreny de joc en protesta pel penal xiulat per l'àrbitre.

### Desempat
Brasil, Paraguai i Uruguai van acabar empatats i es va haver de disputar un desempat. Uruguai es retirà i només es disputà un partit entre el Brasil i el Paraguai per decidir el campió.
| Brasil                      | 3-0 | Paraguai |
| --------------------------- | --- | -------- |
| Neco 11' · Formiga 48', 89' |     |          |

## Resultat
| Campionat Sud-americà 1922 |
| -------------------------- |
| Brasil                     |
| Brasil Segon títol         |

## Golejadors
4 gols
- Julio Francia

2 gols
- Amílcar Barbuy
- Formiga
- Neco

1 gol
- Ángel Chiessa
- José Gaslini
- Tatú
- Manuel Bravo Paredes
- Carlos Elizeche
- Luis Fretes
- Ildefonso López
- Julio Ramírez
- Gerardo Rivas
- Felipe Buffoni
- Juan Carlos Heguy
- Antonio Urdinarán